# Stati provinciali del Brabante Settentrionale
Gli Stati provinciali del Brabante Settentrionale (in olandese Provinciale Staten van Noord-Brabant), noti anche come Stati del Brabante Settentrionale (Staten van Noord-Brabant), sono gli stati provinciali del Brabante Settentrionale, l'organo legislativo della provincia. I suoi 55 seggi vengono assegnati ogni quattro anni tramite elezioni provinciali.